# Madame Max Adolphe
Madame Max Adolphe, född 1925, var en haitisk politiker.
Hon blev 1961 sitt lands första kvinnliga parlamentariker. 